# Catoptronotum bipenicillatum
Catoptronotum bipenicillatum là một loài bọ cánh cứng trong họ Cerambycidae.